# 딥 (2018년 영화)
"딥"은 2018년에 개봉한 대한민국의 영화이다.

## 캐스팅
- 최여진 : 희진 역
- 정채율 : 시언 역
- 류승수 : 승수 역
- 서리나 : 하나 역
- 허동원 : 장강사 역
- 안지혜 : 고은 역
- 곽진석 : 정민 역
- 차치응 : 현근 역
- 하야타 류세이 : 식당주인 역
- 이규회 : 의사 역
- 박신우 : 다이빙수강생1 역
- 화수 : 다이빙수강생2 역
- 박정민 : 다이버 역
- 구현근 : 다이버 역
- 김유진 : 다이버 역
- 김혜민 : 희진대역
- 이시언 : 시언대역
- 박정민 : 승수대역
- 조성규 : 승수대역
- 곽진석 : 승수대역
- 이승준 : 장강사대역
- 이미랑 : 하나대역

## 같이 보기
- 2018년 대한민국의 영화 목록